# Rolando Drago
Rolando Drago Rodríguez (27 de mayo de 1953) es un diplomático chileno. A lo largo de su carrera diplomática ha sido cónsul en Atenas, Grecia (1981-1985), en China, Singapur (1991-1992), Italia, Indonesia (2007 - 2009) y embajador de Chile en Venezuela (2007-2009), y en Cuba (2010-2014). Fue también ministro Consejero en la embajada de Chile en Sudáfrica (2003-2004).

## Biografía
Drago egresó de la Academia Diplomática en 1979, y en su carrera como miembro del Servicio Exterior ha cumplido funciones en las Embajadas de Chile en Grecia, donde ejerció como Cónsul en Atenas (1981-1985); en China; como Cónsul en Singapur (1991-1992); en Italia y como Ministro Consejero en la Embajada de Chile en Sudáfrica (2003-2004). En 2006 fue enviado como Embajador de Chile en Indonesia y entre 2007 y 2009, Embajador de Chile en Venezuela.
En el Ministerio de Relaciones Exteriores, se ha desempeñado en las Direcciones General de Relaciones Económicas; de Política Bilateral y Seguridad Internacional y Humana (anterior Política Especial); como jefe de gabinete del director general administrativo; como jefe de la Unidad Foro de Cooperación Económica Países Asia del Este y América Latina (FOCALAE); como subdirector de Recursos Humanos y posteriormente como director del área (2005-2006) y como director general de Ceremonial y Protocolo, entre 2009 y 2010.
Además, ha integrado la delegación de Chile para la reunión sobre Fondos Marinos en Nueva York y en Kingston, Jamaica; integró el equipo de trabajo para el ingreso de Chile al Foro de Cooperación Económica Asia Pacífico (APEC); participó en la organización de la primera reunión de Altos Oficiales y la primera reunión de ministros de FOCALAE.